# Choszcze
Choszcze is een plaats in het Poolse district  Miński, woiwodschap Mazovië. De plaats maakt deel uit van de gemeente Mrozy en telt 80 inwoners.